# Anywhere Out of the World
Anywhere Out Of The World – trzeci studyjny, drugi koncepcyjny longplay progresywno/artrockowego zespołu HellHaven, wydany w marcu 2017 roku nakładem polskiej wytwórni Pronet Records. Głównym tematem albumu jest ukazanie oraz rozważanie na temat idei ucieczki od otaczającego nas świata. Materiał traktuje o problemach wynikających z braku świadomej akceptacji wymuszonych wzorców kulturowych, filozoficznych, praw religijnych oraz wszechobecnej politycznej poprawności. Każdy z utworów prezentuje inny rodzaj wyzwolenia się z okowów rzeczywistości – ucieczka w sen, myśl, śmierć, miłość, w tęsknotę za utraconym bezpowrotnie dzieciństwem. Zamysł ukrywający się pod szyldem Anywhere Out Of The World spina koncepcję również pod względem uniwersalnym – muzyka sama w sobie jest ucieczką od otaczającej słuchacza rzeczywistości. Podmiot liryczny stanowi tak naprawdę odzwierciedlenie samego słuchacza.

## Charakterystyka albumu
Pod kątem muzycznym płyta ta zawiera w sobie bardzo szerokie spektrum użytych form wyrazu. Łączy w sobie elementy charakterystyczne dla takich gatunków, jak rock progresywny, art rock, progresywny metal czy chociażby słyszalne w wielu momentach inspiracje muzyką bliskiego wschodu. Założeniem zespołu było stworzenie płyty bez narzuconych ograniczeń aranżacyjnych oraz instrumentalnych dzięki czemu album charakteryzuje się bardzo bogatą formą muzyczną, jak i liryczną. Podstawowe instrumentarium zostało poszerzone o gościnny występ takich muzyków jak Erwin Żebro – trąbka (zespół Piersi), Wojciech Zakrzewski – Scratche, Edyta Szkołut – wokalizy (zespół Nonamen).
Z punktu widzenia poprzedniego albumu, płyta Anywhere Out Of The World zachowuje podobną „klamrową” koncepcję, tj. ostatni utwór stanowi pewnego rodzaju odpowiedź na stwierdzenie postawione przez podmiot liryczny utworu pierwszego. Otwierająca płytę łacińska maksyma „Amor vincit omnia” z dopisanym przekornie przez autora tekstu słowem „lie”, wprowadza zjawisko całkowitego upadku ideałów. Ów zwrot jest tutaj zestawiony przeciwstawnie z kończącą płytę sentencją „omnia vincit amor et nos cedamus amori”, co w wolnym tłumaczeniu przedstawia zwycięstwo miłości nad wszystkim, co złe, wątpliwe i destruktywne. Innymi słowy album rozpoczyna dywagacje na temat upadku ideałów, załamania jednostki, bezradności, niezdolności do kochania, które to cechy przedstawione są jako główne pobudki mające bezpośredni wpływ na ucieczkę podmiotu lirycznego od zastanej rzeczywistości. Utwór końcowy, będący wypadkową wszystkich poprzednich piosenek, wprowadza motyw akceptacji, zrozumienia i próby przezwyciężenia wszelakich niepowodzeń.

## Płyta w mediach
Płyta „Anywhere Out Of The World” została dostrzeżona oraz zaprezentowana na antenie wielu polskich i zagranicznych rozgłośni radiowych. Album został zrecenzowany na łamach licznych polskich i zagranicznych portali muzycznych oraz takich magazynów, jak Teraz Rock czy Magazyn Gitarzysta uzyskując prawie maksymalne noty.

## Lista utworów
1. „Anywhere Out Of The World” (Sebastian Najder) – 6:34
2. „Ever Dream This Man?” (Jakub Węgrzyn) – 8:12
3. „First Step Is The Hardest” (Hubert Kalinowski, Sebastian Najder) – 6:16
4. „21 Grams” (Sebastian Najder, Jakub Węgrzyn) – 1:57
5. „Res Sacra Miser” (Sebastian Najder) – 8:08
6. „They Rule The World” (Jakub Węgrzyn) – 7:48
7. „Overview Effect” (Hubert Kalinowski, Sebastian Najder) – 6:43
8. „On Earth As It Is In Heaven” (Sebastian Najder) – 6:23
9. „The Dawn & Possibility Of An Island” (Jakub Węgrzyn, Sebastian Najder) – 9:12

## Skład

### Zespół
- Sebastian Najder – śpiew, ukulele, instrumenty VST
- Jakub Węgrzyn – gitara elektryczna, instrumenty klawiszowe, fortepian, śpiew, instrumenty VST
- Hubert Kalinowski – gitara elektryczna, gitara bezprogowa, instrumenty VST
- Marcin Jaśkowiec – gitara basowa
- Łukasz Gregorczyk – perkusja, perkusja MIDI, perkusjonalia, beaty elektroniczne

### Gościnnie
- Erwin Żebro (zespół Piersi) – trąbka w utworze „Ever Dream This Man?” oraz „They Rule The World”
- Wojciech Zakrzewski – scratche w utworze „On Earth As It Is In Heaven”
- Edyta Szkołut – damskie wokalizy w utworze „Res Sacra Miser”

### Współpraca techniczna
- Monika Piotrowska – grafiki, rysunki, szkice
- Mikołaj Kuczaj – zdjęcia, projekt okładki
- Paweł Kluczewski – Miks i mastering